# (832) Karin
(832) Karin – planetoida z pasa głównego asteroid.

## Odkrycie
Została odkryta 20 września 1916 roku w Landessternwarte Heidelberg-Königstuhl w Heidelbergu przez Maxa Wolfa. Nazwa  pochodzi od Karin Månsdotter, żony Eryka XIV Wazy, króla Szwecji. Przed nadaniem nazwy planetoida nosiła oznaczenie tymczasowe (832) 1916 AB.

## Orbita
(832) Karin okrąża Słońce w ciągu 4 lat i 310 dni w średniej odległości 2,86 au. Planetoida należy do rodziny planetoidy Koronis. Jest największym członkiem podgrupy planetoidy Karin, która powstała w wyniku zderzenia dwóch planetoid o średnicach około 3 i 25 km, do której doszło 5,8 miliona lat temu.